# Coupe de Luxembourg 2022-2023
La Coppa di Lussemburgo 2022-2023 è stata la 98ª edizione della coppa nazionale lussemburghese, iniziata il 7 settembre 2022 e terminata il 26 maggio 2023.

## Formula
Alla coppa prendono parte le squadre delle prime cinque serie. I club della massima divisione entrano nella competizione a partire dal Secondo turno. Tutti i turni si disputano in gare di sola andata.

## Turno preliminare
Partecipano a questo turno 14 squadre delle serie inferiori. 
| Squadra 1                     | Risultato | Squadra 2                       |
| ----------------------------- | --------- | ------------------------------- |
| 7 settembre 2022              |           |                                 |
| Koerich/Simmern               | 4 − 0     | Boevange/Attert                 |
| Red Boys Aspelt               | 1 − 4     | Jeunesse Biwer                  |
| Wincrange                     | 3 − 1     | Reisdorf                        |
| Olympia Christnach Waldbillig | 0 − 3     | Oberkorn                        |
| Kopstal 33                    | 2 − 3     | Minière Lasauvage               |
| Claravallis Clervaux          | 0 − 6     | Rupensia Lusitanos - Larochette |
| Ehlerange                     | 4 − 2     | Rambrouch                       |

## Primo turno
Partecipano a questo turno 64 squadre: 7 vincenti il turno preliminare e 57 provenienti da Luxembourg 1. Division e Luxembourg 2. Division.
| Squadra 1             | Risultato       | Squadra 2                       |
| --------------------- | --------------- | ------------------------------- |
| 16 settembre 2022     |                 |                                 |
| Steinfort             | 2 − 1           | Union Mertert Wasserbillig      |
| Kischpelt Wilwerwiltz | 1 − 10          | Young Boys Diekirch             |
| Clemency              | 4 − 3           | Colmar-Berg                     |
| Berdorf-Consdorf      | 1 − 1 (3-5 dtr) | Cebra 01                        |
| Koerich/Simmern       | 1 − 1 (2-4 dtr) | Lorentzweiler                   |
| Vinesca Ehnen         | 3 − 4           | Sporting Mertzig                |
| Kehlen                | 2 − 1           | Jeunesse Useldange              |
| Pratzerthal-Redange   | 2 − 0           | Hosingen                        |
| Luxembourg-Porto      | 2 − 0           | Bourscheid                      |
| Red Star Merl         | 6 − 2           | The Belval Belvaux              |
| Norden 02             | 4 − 3           | Union 05 Kayl-Tétange           |
| Bastendorf            | 3 − 1           | Minerva Lintgen                 |
| Les Aiglons Dalheim   | 1 − 6           | Résidence Walferdange           |
| Orania Vianden        | 0 − 5           | Koeppchen Wormeldange           |
| Daring Echternach     | 4 − 2           | Alliance Äischdall              |
| Ehlerange             | 0 − 2           | Sandweiler                      |
| Green Boys            | 3 − 0           | Oberkorn                        |
| Les Ardoisiers Perlé  | 3 − 2           | Rupensia Lusitanos - Larochette |
| Schouweiler           | 0 − 4           | Schengen                        |
| Luna Obercorn         | 1 − 3           | Avenir Beggen                   |
| Minière Lasauvage     | 0 − 2           | US Esch                         |
| Biekerech             | 1 − 3           | Sporting Bertrange              |
| Heiderscheid/Eschdorf | 0 − 6           | Blo Weiss Itzig                 |
| Alliance Äischdall    | 5 − 4           | Feulen                          |
| Heiderscheid/Eschdorf | 3 − 2           | Reisdorf                        |
| Moutfort/Medingen     | 1 − 3           | Jeunesse Gilsdorf               |
| Excelsior Grevels     | 2 − 8           | Red Black-Egalité               |
| Munsbach              | 3 − 2           | Folschette                      |
| Erpeldange 72         | 0 − 2           | Feulen                          |
| Tricolore Gasperich   | 0 − 2           | Union Remich/Bous               |
| Ell                   | 0 − 6           | Syra Mensdorf                   |
| Noertzange HF         | 0 − 2           | Sanem                           |
| Brouch                | 1 − 3           | Racing Troisvierges             |
| Wincrange             | 3 − 3 (5-4 dtr) | Jeunesse Biwer                  |

## Secondo turno
Partecipano a questo turno 64 squadre: 32 vincenti il primo turno, 16 provenienti dalla Promotion d'Honneur e 16 dalla Division Nationale. 
| Squadra 1             | Risultato       | Squadra 2            |
| --------------------- | --------------- | -------------------- |
| 30 settembre 2022     |                 |                      |
| Lorentzweiler         | 0 − 3           | Victoria Rosport     |
| 1 ottobre 2022        |                 |                      |
| Bastendorf            | 0 − 4           | RU Luxembourg        |
| Cebra 01              | 4 − 2           | Jeunesse Junglinster |
| Steinfort             | 0 − 8           | Mondercange          |
| 2 ottobre 2022        |                 |                      |
| Daring Echternach     | 3 − 2           | Atert Bissen         |
| Avenir Beggen         | 2 − 0           | Jeunesse Canach      |
| Feulen                | 4 − 3           | Yellow Boys          |
| Union Remich/Bous     | 1 − 3           | Etzella Ettelbruck   |
| Syra Mensdorf         | 2 − 1           | Rodange 91           |
| Sporting Bertrange    | 1 − 8           | UNA Strassen         |
| Sandweiler            | 2 − 2 (3-4 dtr) | Jeunesse Schieren    |
| Red Star Merl         | 0 − 1           | Blo-Weiss Medernach  |
| Racing Troisvierges   | 0 − 12          | Differdange 03       |
| Pratzerthal-Redange   | 0 − 5           | Berdenia Berbourg    |
| Norden 02             | 1 − 4           | Grevenmacher         |
| Sporting Mertzig      | 0 − 4           | Mondorf              |
| Les Ardoisiers Perlé  | 1 − 14          | Jeunesse Esch        |
| Koeppchen Wormeldange | 1 − 2           | Hostert              |
| Kehlen                | 0 − 6           | Fola Esch            |
| Jeunesse Gilsdorf     | 0 − 5           | Wiltz 71             |
| Green Boys            | 0 − 9           | Swift Hesperange     |
| Schengen              | 3 − 2           | Schifflange 95       |
| Red Black-Egalité     | 1 − 0           | Alisontia Steinsel   |
| Munsbach              | 1 − 5           | F91 Dudelange        |
| US Esch               | 1 − 7           | Bettembourg          |
| Young Boys Diekirch   | 1 − 4           | R.M. Hamm Benfica    |
| Sanem                 | 1 − 3           | Marisca Miersch      |
| Clemency              | 1 − 4           | Rumelange            |
| Blo Weiss Itzig       | 0 − 2           | UT Pétange           |
| Wincrange             | 0 − 6           | Progrès Niedercorn   |
| Luxembourg-Porto      | 0 − 5           | Käerjeng 97          |
| Résidence Walferdange | 1 − 2           | Mamer 32             |

## Sedicesimi di finale
Il sorteggio è stato effettuato il 10 ottobre 2022.
| Squadra 1           | Risultato | Squadra 2         |
| ------------------- | --------- | ----------------- |
| 28 ottobre 2022     |           |                   |
| Syra Mensdorf       | 1 − 2     | Marisca Miersch   |
| Mamer 32            | 2 − 5     | Hostert           |
| 29 ottobre 2022     |           |                   |
| Red Black-Egalité   | 1 − 5     | Swift Hesperange  |
| 30 ottobre 2022     |           |                   |
| Daring Echternach   | 0 − 7     | Mondorf           |
| Mondercange         | 0 − 2     | Victoria Rosport  |
| Jeunesse Esch       | 0 − 1     | Wiltz 71          |
| Cebra 01            | 1 − 6     | UNA Strassen      |
| Etzella Ettelbruck  | 2 − 3     | UT Pétange        |
| Bettembourg         | 1 − 4     | F91 Dudelange     |
| Feulen              | 1 − 2     | Berdenia Berbourg |
| Grevenmacher        | 0 − 2     | Differdange 03    |
| Schengen            | 1 − 3     | Fola Esch         |
| Blo-Weiss Medernach | 1 − 4     | R.M. Hamm Benfica |
| Avenir Beggen       | 0 − 3     | RU Luxembourg     |
| Rumelange           | 3 − 1     | Jeunesse Schieren |
| Progrès Niedercorn  | 1 − 0     | Käerjeng 97       |

## Ottavi di finale
Il sorteggio è stato effettuato il 15 novembre 2022.
| Squadra 1         | Risultato   | Squadra 2          |
| ----------------- | ----------- | ------------------ |
| 12 aprile 2023    |             |                    |
| Differdange 03    | 1 − 0       | Swift Hesperange   |
| Rumelange         | 1 − 3 (dts) | Progrès Niedercorn |
| Victoria Rosport  | 2 − 0       | Fola Esch          |
| UT Pétange        | 2 − 3       | F91 Dudelange      |
| Wiltz 71          | 4 − 1       | Hostert            |
| R.M. Hamm Benfica | 0 − 6       | Marisca Miersch    |
| Mondorf           | 2 − 1       | UNA Strassen       |
| Berdenia Berbourg | 0 − 4       | RU Luxembourg      |

## Quarti di finale
Il sorteggio è stato effettuato il 14 aprile 2023.
| Squadra 1       | Risultato   | Squadra 2          |
| --------------- | ----------- | ------------------ |
| 26 aprile 2023  |             |                    |
| Mondorf         | 1 − 0       | RU Luxembourg      |
| F91 Dudelange   | 2 − 3 (dts) | Victoria Rosport   |
| Differdange 03  | 3 − 2       | Progrès Niedercorn |
| Marisca Miersch | 3 − 1       | Wiltz 71           |

## Semifinali
| Squadra 1       | Risultato | Squadra 2        |
| --------------- | --------- | ---------------- |
| 10 maggio 2023  |           |                  |
| Marisca Miersch | 2 − 1     | Mondorf          |
| Differdange 03  | 1 − 0     | Victoria Rosport |

## Finale
| Arbitro: | Tun Sgura |

|                                                        |           |                       |
| Erico 31’ Ulisses Oliveira 42’ Naifi 71’ Pomponi 90+1’ | Marcatori | 65’ da Cruz 82’ Thill |